# Hans Beggerow
Hans August Hugo Beggerow (* 30. September 1874 in Swinemünde; † 1942) war ein deutscher Philosoph, Naturwissenschaftler und Militärbeamter, der für seine patentierte Zeppelin-Antenne bekannt wurde und an der Einführung des Rundfunks in Deutschland beteiligt war.

## Leben
Er war der Sohn des Hauptmanns und Kompaniechefs des Infanterie-Regiments 14, Richard Beggerow, und dessen Ehefrau Katharina geborene Emsmann. Nach dem Besuch des Schillergymnasium in Stettin studierte er an den Universitäten in Berlin und in Freiburg im Breisgau, wo er zum Dr. phil. promovierte. Danach war er in verschiedenen praktischen Berufen u. a. auch in New York tätig. Von 1901 bis 1919 wirkte Hans Beggerow am wissenschaftlich-technischer Referat für Funkentelegraphen im Deutschen Reichsmarineamt und ließ sich als Admiralitätsrat in den Ruhestand versetzen. Danach war er als Privatgelehrter in Göttingen tätig. Er spezialisierte sich auf Erkenntnistheorie und Philosophie und begrüßte frühzeitig den Nationalsozialismus.
Er entwickelte u. a. eine Langdrahtantenne unter der Bezeichnung Zeppelin-Antenne, bei der zur Impedanzanpassung eine Bandleitung mit der Länge λ/4 verwendet wurde. Die Bandleitung diente dabei nicht nur als Impedanztransformator, sondern auch als Gegengewicht, sodass eine Zeppelin-Antenne ähnlich einer symmetrischen Antenne ohne Erdung betrieben werden konnte. Den Namen erhielt die Antenne von den ersten Anwendungen in den 1920er Jahren auf Flugschiffen wie dem Zeppelin. Das entsprechende Patent hatte Hans Beggerow bereits im Jahre 1909 eingereicht.

## Schriften (Auswahl)
- Die Erkenntnis der Wirklichkeiten. Eine Fortbildung des Transscendentalen Idealismus zum Transscendenz-Realismus durch die Kritik des Gegebenen., Halle (Saale): Max Niemeyer, 1927.

## Familie
Hans Beggerow war verheiratet seit 1908 mit Helene, Tochter des Hauptmanns und Postdirektors Kretschmer aus Leobschütz in Schlesien.

## Nachlass
Sein schriftstellerischer Nachlass wird heute im Deutschen Literaturarchiv Marbach verwaltet.

## Ehrungen
- Eisernes Kreuz am schwarz-weißen Bande